# مارتا پلیمپتن
 مارتا پلیمپتن (انگلیسی: Martha Plimpton؛ زادهٔ ۱۶ نوامبر ۱۹۷۰) هنرپیشه اهل ایالات متحده آمریکا است. وی از سال ۱۹۸۱ میلادی تاکنون مشغول فعالیت بوده‌است.
از فیلم‌هایی که وی در آن نقش داشته است، می‌توان به مرا بیاد داشته باش، دختران زیبا، استنلی و ایریس، ساحل پشه، گونیز، موسیقی از اتاقی دیگر، موش رودخانه، پیکر، کالین فیتز زندگی می‌کند!، تابستان گذشته در همپتونز و زنی دیگر اشاره کرد.